# Heuliez GX77H
L'Heuliez GX77H è un midibus francese prodotto dal 1990 al 1999.

## Progetto
Il GX77H viene progettato alla fine degli anni '80 per rimpiazzare il precedente Renault R212, del quale riprende la struttura. Il nuovo modello è progettato per l'impiego nei centri storici, grazie alla sua affidabilità e alla sua elevata capienza, caratteristica quest'ultima abbinata a dimensioni molto contenute. Il GX77H è stato venduto nella sola taglia da 8,9 metri.

## Tecnica
Il GX77H è equipaggiato con il motore Renault MIDS 06.02.26 erogante 149 cavalli, declinato a partire dal 1993 in versione Euro 1 e dal 1996 in versione Euro 2; l'alimentazione è esclusivamente a gasolio e la trasmissione, automatica, è affidata al cambio Allison AT545 a 4 rapporti.
L'unica lunghezza disponibile era quella da 8,9 metri; le porte sono 2, disposte agli estremi del mezzo. È disponibile, come optional, il sollevatore per carrozzine con relativa postazione.

### Caratteristiche tecniche[1][2]
Ecco un riepilogo delle caratteristiche:
- Lunghezza: 8,9 metri
- Allestimento: Urbano
- Alimentazione: Gasolio
- Posti: da 70 a 75

## Diffusione
Il mezzo ha avuto una discreta diffusione in Francia, essendo stato realizzato in 367 esemplari. È stato molto apprezzato per l'impiego nei centri storici, grazie alla sua elevata capacità. Questo modello non è stato esportato da nuovo; tuttavia alcune vetture sono state vendute ad aziende di paesi in via di sviluppo.
Alcune vetture, tra cui una dismessa dalla TAN di Nantes, sono state inoltre preservate come veicoli storici.